# أولاراتوماب
أولاراتوماب هو جسم مضاد وحيد النسيلة، طورته شركة إمكلون ثم ليلي لعلاج الأورام الصلبة.
في فبراير 2015، حصل على صفة دواء يتيم من وكالة الأدوية الأوروبية لعلاج ساركوما النسيج الرخو.
وفي أكتوبر 2016، أصدرت إدارة الغذاء والدواء الأمريكية تنويها بترخيص استعماله مع دوكسوروبيسين لعلاج أنواع معينة من ساركوما النسيج الرخو.